# Вірдюм (Гронінген)
Вірдюм (нід. Wirdum) — село в нідерландській провінції Гронінген. Входить до складу муніципалітету Емсделта.
Його площа становить 0,36км², а населення станом на 2021 рік складало 365 осіб.

## Галерея

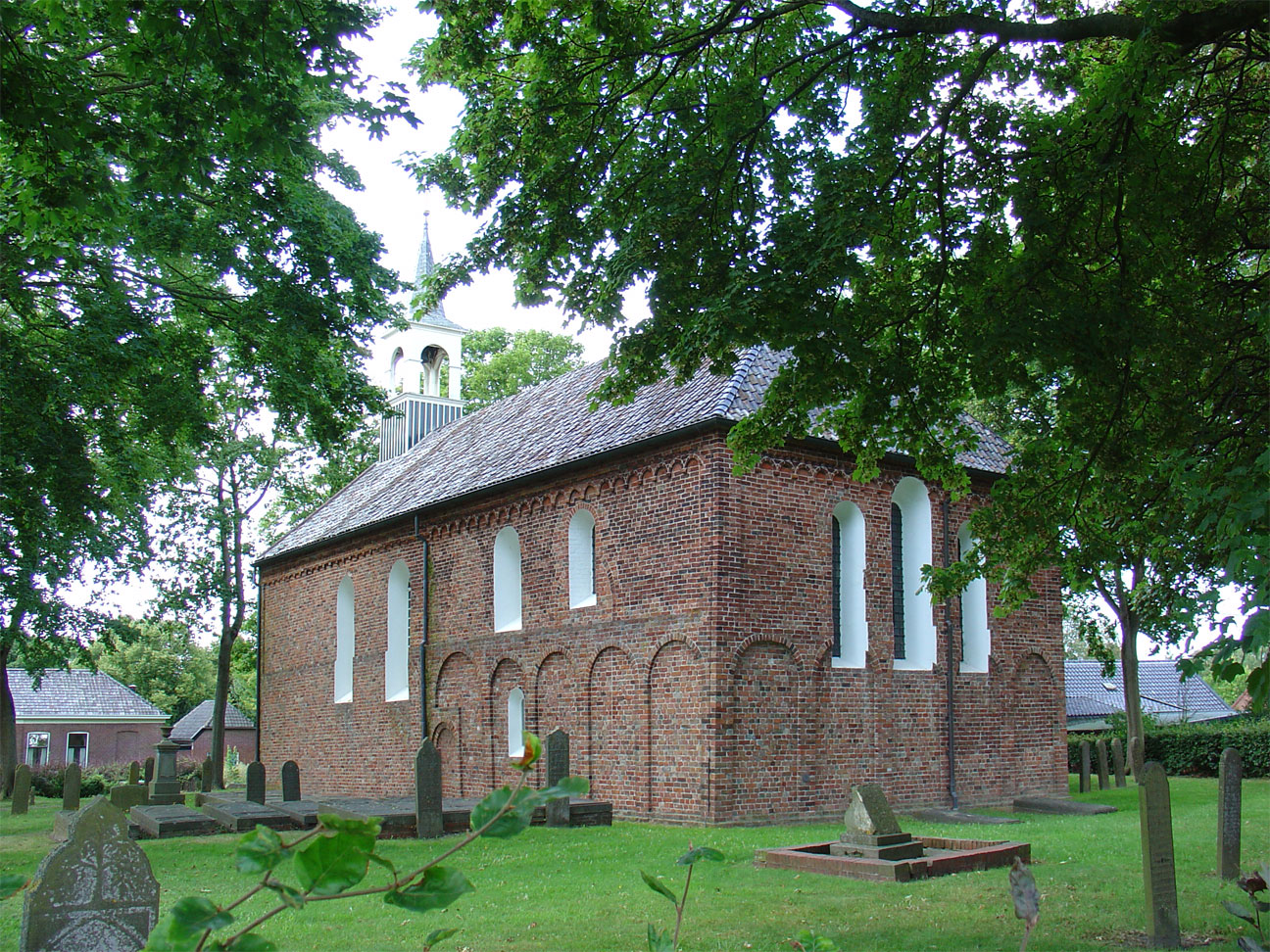
Сільська церква, збудована 13-го сторіччя
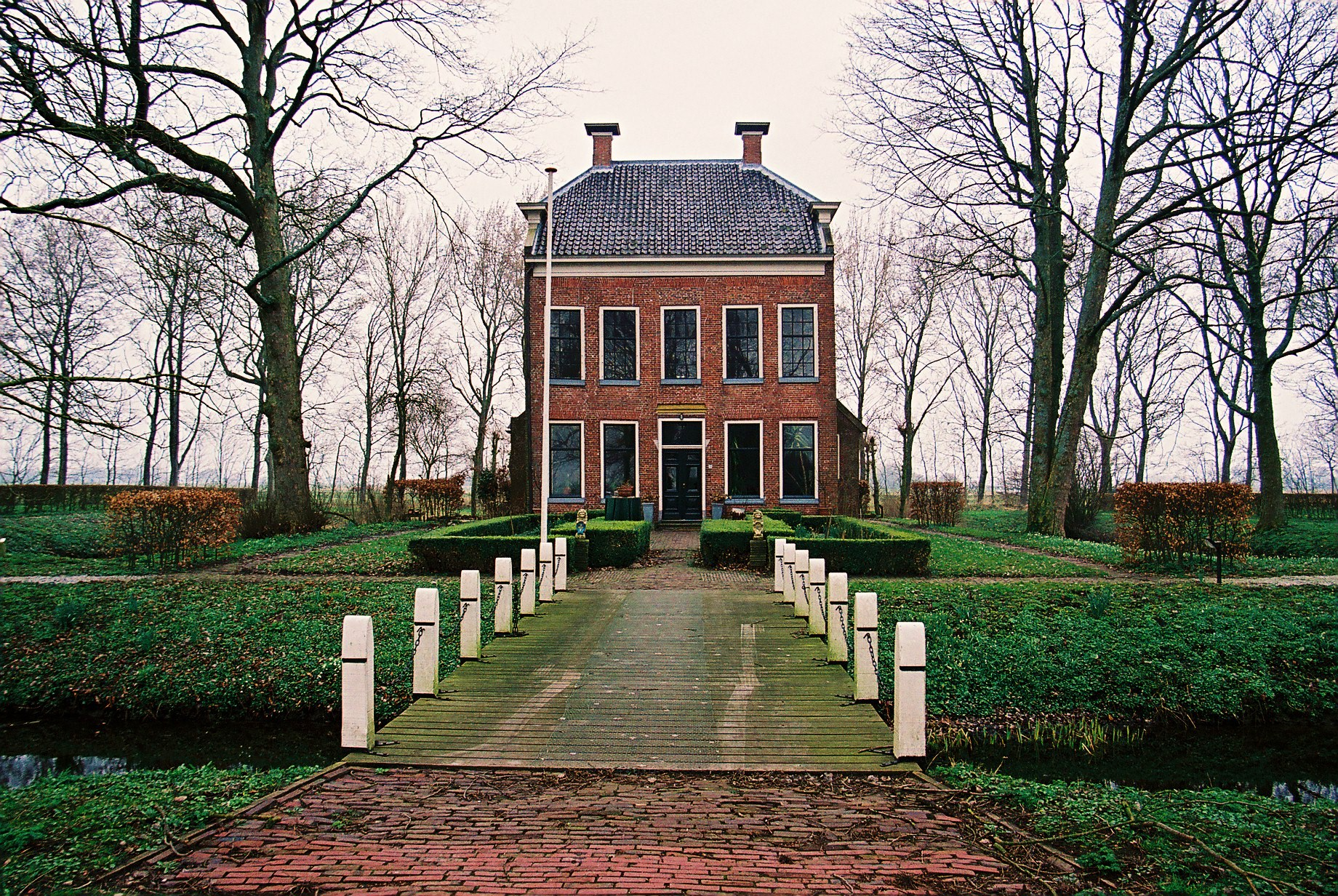
Маєток 1686 року побудови